# Lienjünkang–Lancsou-vasútvonal
A Lienjünkang–Lancsou-vasútvonal, vagy más néven a Longhai Railway (egyszerűsített kínai írással: 陇海铁路; tradicionális kínai írással: 隴海鐵路; pinjin: Lǒnghǎi Tiělù) egy 1759 km hosszú, 25 kV 50 Hz-cel villamosított, kétvágányú, normál nyomtávolságú vasútvonal Kínában Lienjünkang és Lancsou között. A forgalom a vonalon 1953 júliusában indult meg. A vasútvonal része az Új Eurázsiai kontinentális hídnak.

## Galéria

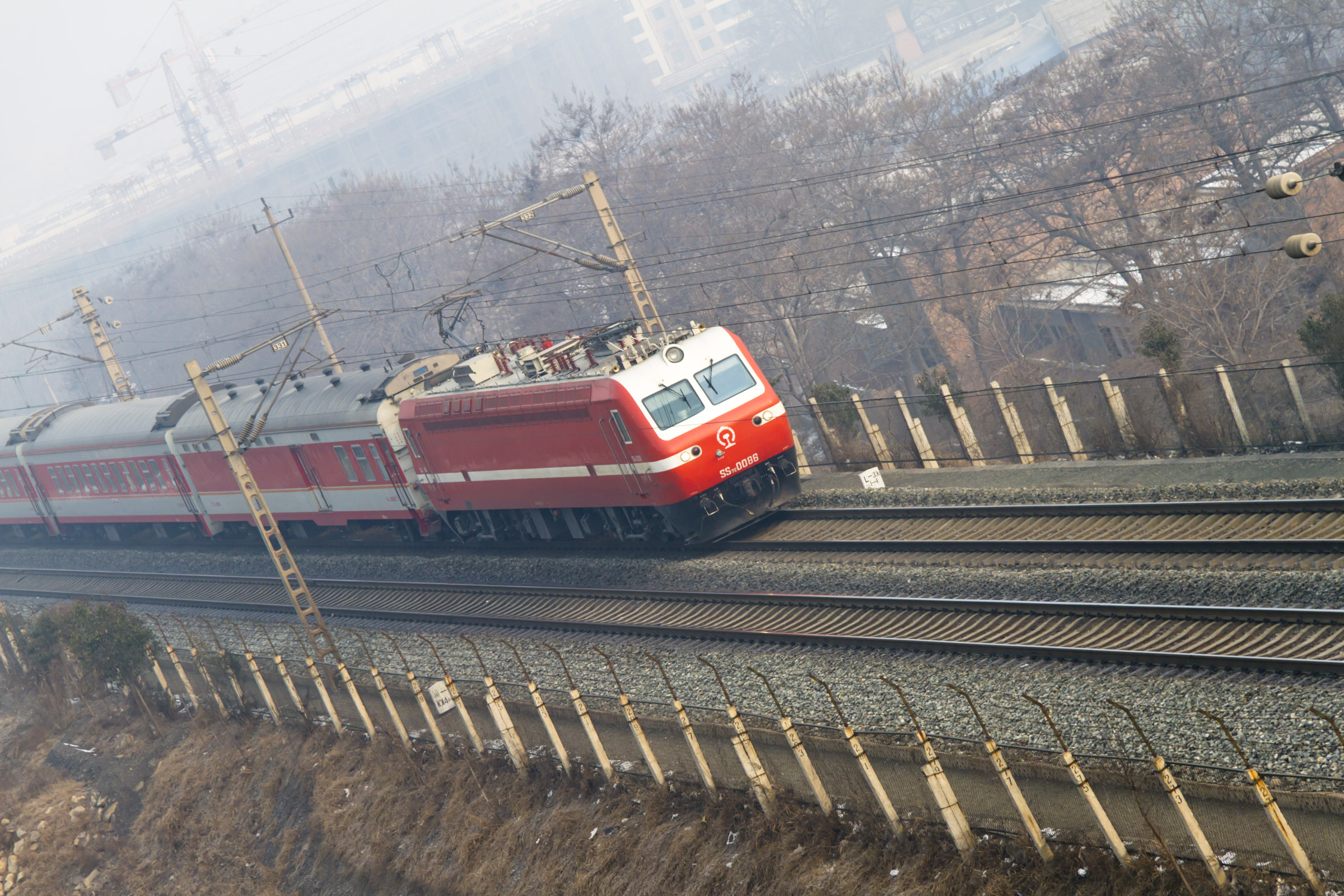
Egy Shaoshan SS7 sorozatú villamosmozdony a villamosított vasútvonalon
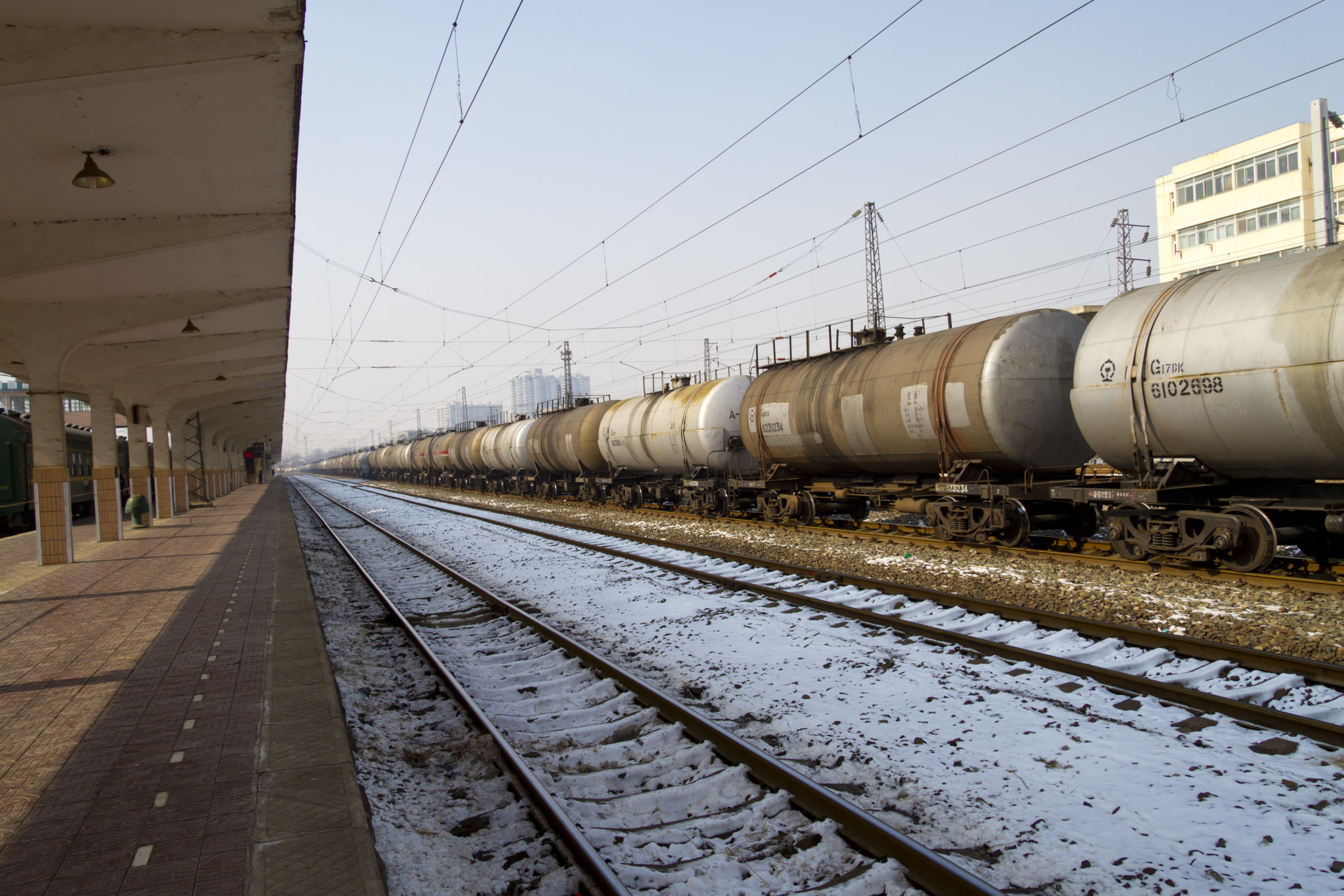
Vasúti vágányok Hszienjang közelében
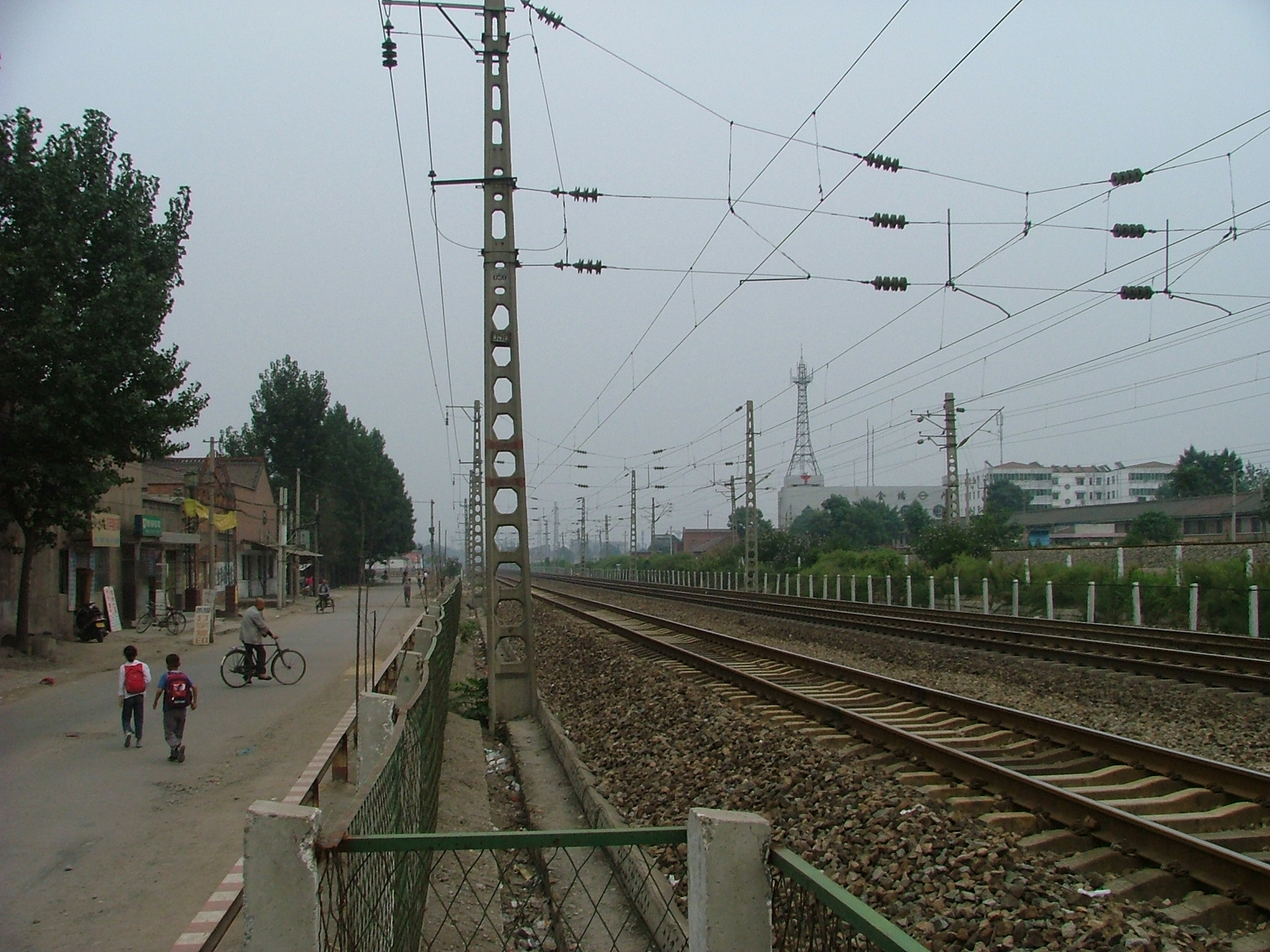
Vasúti vágányok Paocsi közelében
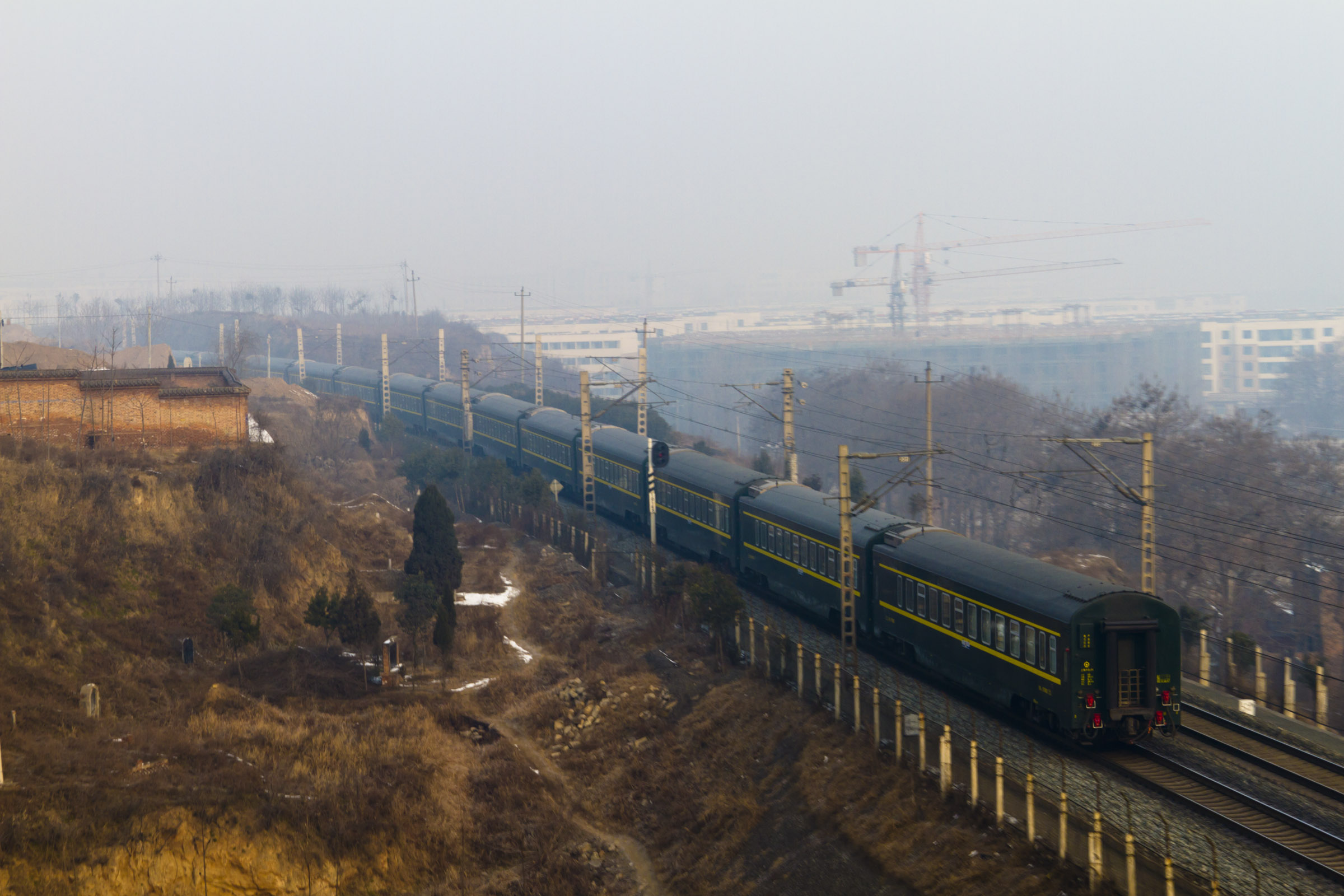
Sanghaj-Lhásza vonat Vejnan közelében
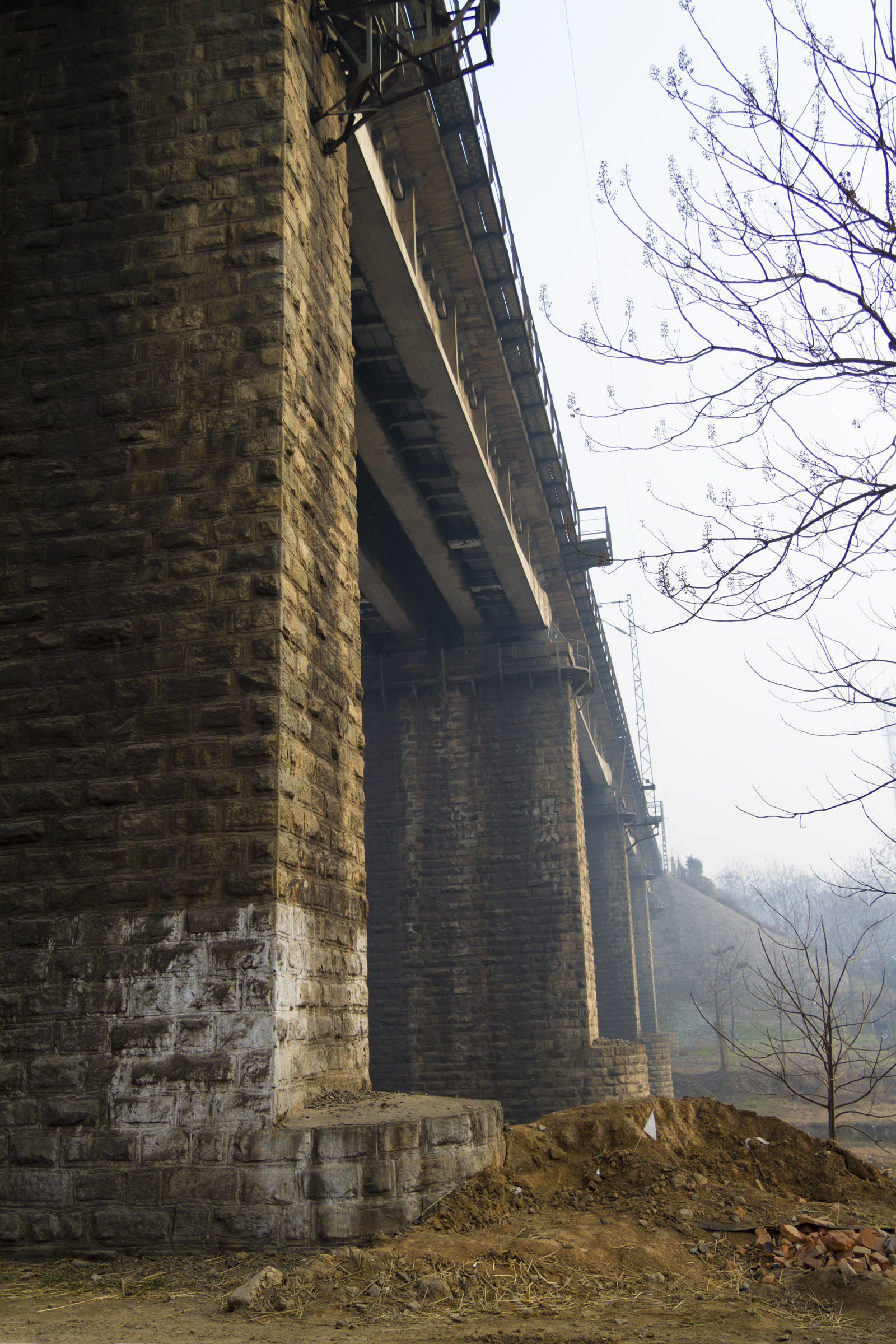
Vasúti híd Vejnan közelében a Ju folyó felett